# العلاقات البوسنية الرومانية
العلاقات البوسنية الرومانية هي العلاقات الثنائية التي تجمع بين البوسنة والهرسك ورومانيا.

## مقارنة بين البلدين
هذه مقارنة عامة ومرجعية للدولتين:
| وجه المقارنة                                              | البوسنة والهرسك                                             | رومانيا                                                                               |
| --------------------------------------------------------- | ----------------------------------------------------------- | ------------------------------------------------------------------------------------- |
| المساحة (كم2)                                             | 51.20 ألف                                                   | 238.40 ألف                                                                            |
| عدد السكان (نسمة)                                         | 3.51 مليون                                                  | 19.59 مليون                                                                           |
| الكثافة السكانية (ن./كم²)                                 | 68.55                                                       | 82.17                                                                                 |
| العاصمة                                                   | سراييفو                                                     | بوخارست                                                                               |
| اللغة الرسمية                                             | اللغة البوسنوية، اللغة الكرواتية، اللغة الصربية             | اللغة الرومانية                                                                       |
| العملة                                                    | مارك بوسني                                                  | ليو روماني                                                                            |
| الناتج المحلي الإجمالي (بليون دولار)                      | 18.17 مليار                                                 | 211.80 مليار                                                                          |
| الناتج المحلي الإجمالي (تعادل القوة الشرائية) بليون دولار | 41.35 مليار                                                 | 465.56 مليار                                                                          |
| الناتج المحلي الإجمالي الاسمي للفرد دولار أمريكي          | 4.25 ألف                                                    | 9.47 ألف                                                                              |
| الناتج المحلي الإجمالي للفرد دولار أمريكي                 | 10.43 ألف                                                   | 23.63 ألف                                                                             |
| مؤشر التنمية البشرية                                      | 0.733                                                       | 0.793                                                                                 |
| رمز المكالمات الدولي                                      | +387                                                        | +40                                                                                   |
| رمز الإنترنت                                              | .ba                                                         | .ro                                                                                   |
| المنطقة الزمنية                                           | توقيت وسط أوروبا، ت ع م+01:00، ت ع م+02:00، أوروبا/سراييفو ‏ | ت ع م+02:00، ت ع م+03:00، أوروبا/بوخارست ‏، توقيت شرق أوروبا، توقيت شرق أوروبا الصيفي ‏ |

## مدن متوأمة
في ما يلي قائمة باتفاقيات التوأمة بين مدن بوسنية ورومانية:
- ترتبط بانيا لوكا مع فوكشاني باتفاقية توأمة منذ 2007.[19][19][20][20]
- ترتبط زينيتسا مع هونيدوارا باتفاقية توأمة.

## منظمات دولية مشتركة
يشترك البلدان في عضوية مجموعة من المنظمات الدولية، منها:
| علم المنظمة | اسم المنظمة                               | تاريخ انضمام البوسنة والهرسك | تاريخ انضمام رومانيا |
| ----------- | ----------------------------------------- | ---------------------------- | -------------------- |
|             | مؤسسة التنمية الدولية                     | 25 فبراير 1993               | 12 أبريل 2014        |
|             | اتفاقية السماوات المفتوحة                 | ?                            | ?                    |
|             | منظمة الأمن والتعاون في أوروبا            | 30 أبريل 1992                | 25 يونيو 1973        |
|             | المنظمة الأوروبية لسلامة الملاحة الجوية   | 2004                         | 1996                 |
|             | مؤسسة التمويل الدولية                     | 25 فبراير 1993               | 23 سبتمبر 1990       |
|             | مجلس أوروبا                               | 24 أبريل 2002                | 7 أكتوبر 1993        |
|             | منظمة حظر الأسلحة الكيميائية              | ?                            | ?                    |
|             | الأمم المتحدة                             | 22 مايو 1992                 | 14 ديسمبر 1955       |
|             | الاتحاد الدولي للاتصالات                  | 20 أكتوبر 1992               | 9 فبراير 1866        |
|             | منظمة الشرطة الجنائية الدولية             | ?                            | ?                    |
|             | البنك الدولي للإنشاء والتعمير             | 25 فبراير 1993               | 15 ديسمبر 1972       |
|             | الاتحاد البريدي العالمي                   | ?                            | ?                    |
|             | المركز الدولي لتسوية المنازعات الاستشارية | 13 يونيو 1997                | 12 أكتوبر 1975       |
|             | وكالة ضمان الاستثمار متعدد الأطراف        | 19 مارس 1993                 | 10 سبتمبر 1992       |
|             | يونسكو                                    | 2 يونيو 1993                 | 27 يوليو 1956        |

## وصلات خارجية
- موقع وزارة الخارجية البوسنية
- موقع وزارة الخارجية الرومانية